# مذاکره محتوا
مذاکره محتوا (انگلیسی: Content negotiation) مکانیسمی است که به عنوان بخشی از پروتکل انتقال ابرمتن (HTTP) تعریف شده‌است تا امکان بازگرداندن نسخه‌های مختلف یک سند (یا به طور عمومی‌تر بیان‌های مختلف یک منبع) با استفاده از یک یوآرآی فراهم شود تا عامل کاربر (مثلاً مرورگر) بهترین نسخه‌ای که می‌تواند استفاده کند را درخواست کند. یک مثال معروف آن این است که مرورگرهایی که نمی‌توانند گرافیک قابل حمل در شبکه‌ها (PNG) را پردازش کنند (مانند اینترنت اکسپلورر ۴) درخواست نسخه GIF پرونده‌ها را بکنند.
یک منبع می‌تواند نمایش‌های مختلفی داشته باشد به طور مثال می‌تواند در زبان‌های مختلفی باشد، رسانه‌های مختلفی داشته باشد یا موارد دیگر. یک راه برای این کار این است که به درخواست کننده یک فهرست ارائه می‌شود و به آنها اجازه می‌دهد که آن انتخاب کند.